# Nicolas Bergier
Nicolas Bergier (Reims, 1º marzo 1567 – Château de Grignon, 18 agosto 1623) è stato un archeologo, storico e avvocato francese, specializzato nella storia dell'antica Roma.

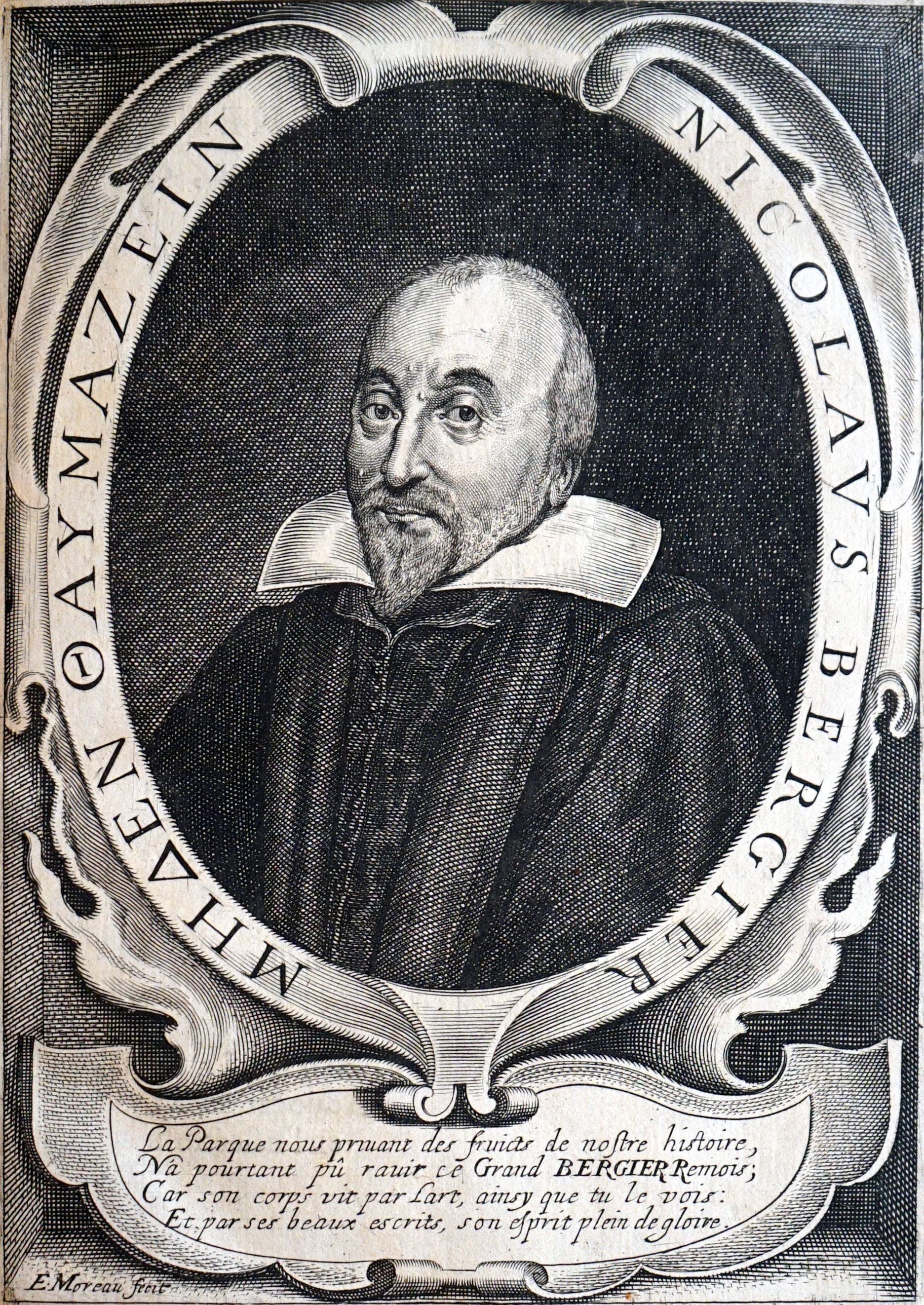
Nicolas Bergier.

Fu dapprima precettore dei figli del gran balì di Vermandois, poi avvocato, in seguito professore di diritto a Reims, e sindaco di questa città.

## Biografia
Storico, laureato in diritto procuratore dell'échevinage, avvocato, uomo di lettere, giureconsulto, Nicolas Bergier insegnò al collège des Bons-Enfants e alla facoltà di diritto de l'università di Reims. Amico di Dupuy e di Peiresc, fu nominato, grazie al suo amico il presidente di Bellièvre, storiografo di Francia con una pensione di duecento écu.
Per il suo lavoro, fu in relazione con Charles du Lys, avvocato e Nicolas Brulart de Sillery cancelliere di Francia.
Bergier ha pubblicato diversi lavori, tra cui l'Histoire des grands chemins de l'Empire romain, il più importante, quello che gli ha guadagnato una distinta reputazione tra i letterati e studiosi.
Questo tesoro di erudizione, poco diffuso, pubblicato per la prima volta nel 1622 in 4°, è stato a lungo il manuale indispensabile per chi voleva fare uno studio serio della storia romana. Vide la luce grazie al mecenatismo M. de Lomélie e del cancelliere N. Brulart de Sillery. In seguito è stato ristampato più volte; in latino da Heinrich Christian Henning, professore a l'università di Duisburg, e inserito nel tomo X delle Antiquités di Grævius.
Mentre lavorava alla storia della sua città natale, caduto malato, la morte lo sorprese nel mezzo delle sue ricerche a Grignon, nella casa di campagna di quel magistrato dove era andato per passare qualche tempo. Aveva già raccolto numerosi materiali per un'opera di cui aveva già redatti i primi due libri. Non volendo che i lavori del padre andassero perduti, il figlio, Jean Bergier, pubblicò questa storia incompiuta sotto il titolo di: Dessein de l'Histoire de Reims, Reims, 1629, in 12°.
Aveva sposato a Reims, nel 1597, Marie Quatresols, vedova di Gérard Queutelot, procuratore alla sede presidiale di Reims. È sepolto nella chiesa di Thiverval-Grignon.

## Pubblicazioni
- Archimeron: ou Traicté du commencement des jours. Auquel est monstré le particulier endroit sur la rondeur de la terre et de la mer, où le jour de vingt-quatre heures prend son commencement. Oeuvre enrichy de plusieurs enseignemens utiles et nécessaires a ceux qui désirent avoir l'intelligence des cartes cosmographiques, tant universelles, que particulières, Reims, 1617.
- Le Dessein de l'histoire de Reims, avec diverses curieuses remarques touchant l'estalissement des peuples et la fondation des villes de France , Reims, 1629, in-12.
- Histoire des Grands Chemins de l'Empire Romain contenant l'origine, progrès et estenduë quasi incroyable des chemins militaires, pavez depuis la ville de Rome iusques aux extrémitez de son Empire, où se voit la puissance incomparable des Romains : ensemble, l'esclaircissement de l'intinéraire d'antoinin, & de la carte de Peutinger, Parigi, C. Morel, 1622.
- Le Bouquet royal, ou le parterre des riches inventions qui ont servy à l'entrée du roi Louis le iuste en sa ville de Reims, Reims, Simon de Foigny, 1637[3].
- L'Entrée de Jeanne d'Arc à Reims, le 16 juillet 1429, poema pubblicato, con introduzione e note, da Henri Jadart, Reims, F. Michaud, 1890.
- La Musique spéculative, Köln: A. Volk, 1970.